# 地派镇
地派镇，是中华人民共和国广东省惠州市龙门县下辖的一个乡镇级行政单位。

## 行政区划
地派镇下辖以下地区：
地派镇社区、天堂山社区、地派村、清塘村、芒派村、大坑村、英洞村、合子村、陈洞村、上仓村、古洞村、九牛圳村和渡头村。